# George Colley
George Joseph Colley (irisch: Seoirse Ó Colla; * 18. Oktober 1925 in Dublin; † 17. Februar 1983 in London) war ein irischer Politiker der Fianna Fáil, stellvertretender Premierminister (Tánaiste) sowie mehrfach Minister.

## Leben
George Colley begann seine politische Laufbahn 1961, als er erstmals für die Fianna Fáil zum Abgeordneten des Unterhauses des irischen Parlaments (Dáil Éireann) gewählt wurde.
1965 berief ihn Premierminister (Taoiseach) Seán Lemass als Erziehungsminister erstmals in eine Regierung. Als Lemass 1966 seinen Rücktritt vom Amt des Premierministers ankündigte, kam es zu einem innerparteilichen Konflikt, der letztlich dazu führte, dass Colley bei der Wahl zum Parteivorsitzenden unterlag und der bisherige Finanzminister Jack Lynch als Kompromisskandidat am 10. November 1966 zum Vorsitzenden der Fianna Fáil sowie zum Premierminister gewählt wurde. Lynch ernannte ihn jedoch daraufhin zum wichtigen Minister für Industrie und Handel. Innerhalb der Fianna Fáil stand er oftmals in Opposition zu Finanzminister Charles Haughey. Diese Rivalität führte letztlich dazu, dass Colleys eigene politische Laufbahn zeitweise beeinträchtigt wurde.
Als Haughey am 7. Mai 1970 wegen einer illegalen Waffenlieferung als Finanzminister zurücktreten musste, wurde Colley am 9. Mai 1970 dessen Nachfolger als Finanzminister und übte dieses Amt bis zum Ende von Premierminister Lynchs Amtszeit am 14. März 1973 aus.
Vier Jahre später errang die Fianna Fáil unter ihrem Vorsitzenden Lynch einen Rekordwahlsieg, so dass dieser am 5. Juli 1977 wieder Premierminister wurde und Colley zum stellvertretenden Premierminister (Tánaiste) und wiederum zum Finanzminister ernannte. Als am 11. Dezember 1979 Lynch vom Amt des Parteivorsitzenden und Premierminister zurücktrat, bewarb er sich erneut um die Nachfolge, unterlag diesmal allerdings dem Minister für Gesundheit und soziale Wohlfahrt, Charles Haughey. Am 12. Dezember 1979 folgte ihm Michael O’Kennedy als Finanzminister, er selbst blieb jedoch bis zur Wahlniederlage der Fianna Fáil am 30. Juni 1981 stellvertretender Premierminister sowie ab Januar 1980 auch Energieminister.